# Мінкін В'ячеслав Юрійович
В'ячесла́в Ю́рійович Мі́нкін (25 листопада 1989, Київ — 24 листопада 2020, Авдіївка) — старший солдат 72-ї окремої механізованої бригади імені Чорних Запорожців Збройних сил України, учасник російсько-української війни.

## Із життєпису
У 1996 році пішов до загальноосвітньої школи № 176 Києва, через рік, 1997 року, родина переїхала до м. Ірпінь, де В'ячеслав відвідував ЗОШ № 7. Повну середню освіту здобув у школі № 10 м. Фастова, куди переїхав у 2002 році. Закінчив Київське будівельне училище № 27 за спеціальностями «плиточник-штукатур» та «муляр-облицювальник».
Строкову військову службу проходив у 2009—2010 роках. В 2014 році був мобілізований до Збройних Сил України, весь час перебував на фронті.
Учасник Антитерористичної операції на сході України та Операції об'єднаних сил на території Луганської та Донецької областей від 2014 року.
24 листопада 2020 року, близько опівдня, в передмісті Авдіївки, отримав смертельне поранення внаслідок снайперського пострілу російського окупанта. У важкому стані був доставлений до лікувального закладу, де й помер.
Похований 27 листопада 2020 року, на Алеї Слави Інтернаціонального цвинтаря, у Фастові. Залишились дружина та син.

## Нагороди та вшанування
- Медаль «За участь в боях на Світлодарській дузі» — нагороджений у 2019 році[5].
- Орден «За мужність» III ступеня (18.08.2021, посмертно) — за особисту мужність і самовіддані дії, виявлені у захисті державного суверенітету та територіальної цілісності України[6].